# Berliet L
Der Berliet L war ein französischer Lastkraftwagen des Fahrzeugherstellers Berliet in Lyon aus der Zeit vor dem Ersten Weltkrieg. Er wurde in Verkaufskatalogen auch als Berliet 22 CV bezeichnet.

## Geschichte, Technik
Der Berliet L erhielt seine allgemeine Betriebserlaubnis vom inspecteur des mines im Oktober 1907 und wurde bis etwa 1909 gebaut. Zwei Exemplare wurden 1908 für die französische Armee gekauft und intensiv erprobt.
Der wassergekühlte Vierzylindermotor hatte eine Bohrung von 100 und einen Hub von 120 mm, also einen Hubraum von 3770 cm³ und leistete 22 effektive PS bei 900/min. Derselbe Motor war auch in den zeitgleich gebauten Pkw Berliet HH und Berliet C2 eingebaut. Das Getriebe hatte drei Vorwärtsgänge, dazu einen Rückwärtsgang. Der Radstand maß 3,10 m. Das Leergewicht betrug 2495 kg, die Nutzlast drei Tonnen. Der Antrieb auf die Hinterachse erfolgte über Ketten.
Es gab eine Variante mit verstärktem Fahrgestell und fünf Tonnen Nutzlast (das war in der damaligen Zeit eine sehr hohe Nutzlast) und ansonsten gleichen Daten.